# 刘珺
刘珺（1972年—），男，汉族，甘肃通渭人，中华人民共和国政治人物，现任中国共产党第二十届中央委员会候补委员，交通银行党委副书记、副董事长、行长，中国银行间市场交易商协会监事长。5月22日，中国工商银行公告称，当日，该行董事会同意聘任刘珺为工行行长，同时提名刘珺为执行董事候选人，选举刘珺为该行副董事长，同时兼任该行授权代表。